# Xarchiver
Xarchiver ist ein unter GNU GPL gestelltes Frontend für eine Vielzahl verschiedener Datenkompressions- und Packprogramme. Die Benutzeroberfläche wurde in GTK+ implementiert; das Programm selbst ist in C geschrieben.
Xarchiver war lange Zeit Teil des Xfce-Projektes, mit Aufkommen anderer schmaler Desktop-Umgebungen wie LXDE wurde aber die Xfce-Abhängigkeit aufgegeben. In entsprechenden Linux-Distributionen, die mit Xfce oder LXDE ausgeliefert werden, ist Xarchiver oft das Standard-Archivverwaltungsprogramm.
Am 16. Dezember 2008 wurde Xarchiver mit 5 von 5 Punkten als exzellent mit dem Soft82-Award ausgezeichnet.
Derzeit wird Xarchiver auf GitHub weiter entwickelt.

## Funktionen
Xarchiver kann den Inhalt von Archiven anzeigen, manipulieren, entpacken oder welche erstellen; dazu muss allerdings das entsprechende Backend-Programm installiert sein. Derzeit werden die folgenden Archivformate unterstützt:
- *.7z
- *.a (statische Programmbibliotheken)
- *.apk
- *.arj
- *.bzip
- *.bzip2
- *.bzip3
- *.cab
- *.cb7
- *.cbr
- *.cbt
- *.cbz
- *.chm
- *.cpio
- *.deb
- *.docx
- *.epub
- *.exe (selbst extrahierende Windows-Archive)
- *.fbz
- *.gz
- *.iso
- *.jar
- *.jsonlz4
- *.lha & *.lzh
- *.lrz
- *.lz
- *.lz4
- *.lzma
- *.lzo
- *.mozlz4
- *.odt
- *.oxt
- *.rar
- *.rpm
- *.rz
- *.snap
- *.squashfs
- *.tar
- *.xpi
- *.xz
- *.Z
- *.zip
- *.zpaq
- *.zst

Verschlüsselte Archive werden für die Dateiformate *.7z, *.arj, *.lrz, *.rar und *.zip unterstützt.
Durch das XDS-Protokoll ist die Bedienung mittels Drag and Drop möglich.